# The Story of Temple Drake
The Story of Temple Drake (bra Levada à Força) é um filme estadunidense de 1933, do gênero drama, dirigido por Stephen Roberts, com roteiro baseado no romance Sanctuary, de William Faulkner, que, pela controvérsia gerada no lançamento, em 1931, ainda era tabu para muita gente. Hollywood foi advertida pelo Hays Office (que implantaria efetivamente a censura no ano seguinte) a não filmar a obra. Por isso, a Paramount Pictures decidiu lançar o filme com outro nome, pois, apesar de ser uma versão suavizada do livro, ele ainda continha muitos elementos chocantes.
Essa história de violência e sexo doentio foi refilmada em 1961 pela 20th Century-Fox com o título original, sob a direção de Tony Richardson.

## Sinopse
Temple Drake é uma mocinha mimada, filha do juiz de Dixon, cidade do Sul dos Estados Unidos. Durante uma festa, ela sai com Toddy Gowan, um de seus pretendentes, porém o automóvel em que estão quebra próximo ao bar do contrabandista de bebidas Lee Goodwin. Ambos são levados para a casa por Trigger, um degenerado impotente, e sua turma. Quando Toddy é golpeado por Trigger ao tentar defendê-la, Temple tenta inutilmente fugir. Ruby Lemarr, a esposa de Lee, prende-a no celeiro, onde é guardada por Tommy, que tem deficiência cognitiva. Pela manhã, Trigger, bêbado, mata Tommy e estupra Temple. Em seguida, leva-a para um prostíbulo na cidade.
Enquanto isso, Toddy consegue fugir do bar e Lee acaba preso pela morte de Tommy.
Temple é descoberta por Stephen Benbow, promotor de Justiça e seu ex-noivo, mas se recusa a testemunhar contra Trigger. Ao tentar escapar e ser impedida por este, que ameaça violentá-la de novo, Temple acaba por matá-lo. Ela, então, comparece ao julgamento de Lee, onde o inocenta, confessa o assassinato de Trigger e, para espanto de todos, diz ter secretamente gostado de ser estuprada!. Quando perde as forças, Stephen a conduz para fora do tribunal.

## Elenco
| Ator/Atriz          | Personagem                |
| ------------------- | ------------------------- |
| Miriam Hopkins      | Temple Drake              |
| William Gargan      | Stephen Benbow            |
| Jack La Rue         | Trigger                   |
| Florence Eldridge   | Ruby Lemarr               |
| Irving Pichel       | Lee Goodwin               |
| Jobyna Howland      | Reba                      |
| William Collier Jr. | Toddy Gowan               |
| Guy Standing        | Juiz Drake, pai de Temple |
| James Eagles        | Tommy                     |